# Gmina Marčana
Gmina Marčana (chorw. Općina Marčana) – gmina w Chorwacji, w żupanii istryjskiej.

## Miejscowości i liczba mieszkańców (2011)
- Belavići – 37
- Bratulići – 47
- Cokuni – 71
- Divšići – 177
- Filipana – 97
- Hreljići – 90
- Kavran – 99
- Krnica – 286
- Kujići – 72
- Loborika – 844
- Mali Vareški – 94
- Marčana – 1070
- Mutvoran – 25
- Orbanići – 164
- Pavićini – 68
- Peruški – 252
- Pinezići – 47
- Prodol – 97
- Rakalj – 440
- Šarići – 77
- Šegotići – 74
- Veliki Vareški – 25